# 勒妮·埃爾姆斯
勒妮·潔希欣·埃爾姆斯（英語：Renee Jacisin Ellmers，1964年2月9日—）为美国的政治人物，自2011年起擔任北卡罗来纳州第2選區的眾議院議員。她是一名共和黨黨員。
2010年，埃爾姆斯擊敗了連任七屆的民主黨議員鮑伯·艾塞瑞吉，贏了約1489票。在2016年的共和党初选中，埃爾姆斯被喬治·侯丁擊敗。

## 早期生涯
埃爾姆斯出生於密歇根州的埃爾伍德，本姓潔希欣（Jacisin），她的父亲是捷克人和法裔加拿大人的兒子，她的母亲則是克罗地亚人和波兰人的后裔。
後來，她父親在麥迪森高地找到了一份工作——汽車工，於是他們全家搬到當地，她也到麥迪森高中就學並畢業。埃爾姆斯就讀奥克兰大学，1990年，她毕业於護理學系，之後埃爾姆斯在博蒙特医院的外科擔任護士。

## 众议院議員
患者保護與平價醫療法案通過之後，持反對意見的埃爾姆斯開始參與當地共和黨。她參加北卡罗来纳州第二选区的共和黨初選，獲得55%的選票，且除了富蘭克林縣外都獲得最高票。然后，她與連任七屆的民主黨現任眾議員鮑伯·艾塞瑞吉開始對決。
開票當日（2010年11月2日），埃爾姆斯被宣布为获胜者，她成功打敗了鮑伯·艾塞瑞吉，贏了他1483票。

### 所參加之委员会
- 商務及能源委员会（英语：United States House Committee on Energy and Commerce）
  - 健康小組
  - 監察小組
  - 通訊技術小组

## 个人生活
埃爾姆斯信仰罗马天主教。她在博蒙特醫院時遇到了她丈夫布倫特·埃爾姆斯，他是一個外科醫生。他們的長子出生後舉家搬到北卡羅來納州的鄧恩。
2015年10月，埃爾姆斯被指控同眾議院多數黨領袖凱文·麥卡錫發生婚外情，她聲稱這是「完全錯誤」的謠言。

## 外部連結
- 官方网站